# Bílovice u Uherského Hradiště

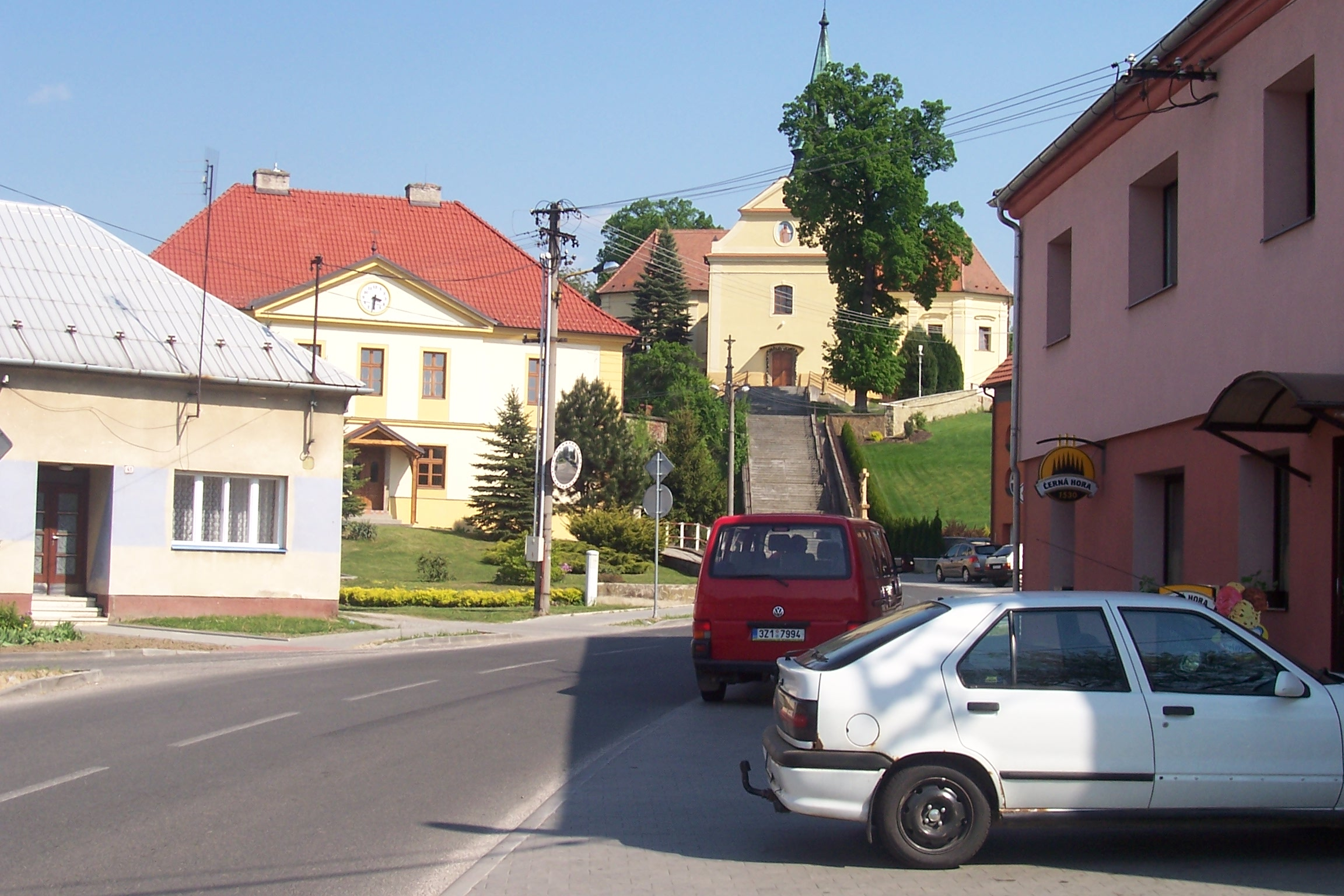
Kirche Geburt Johannes des Täufers

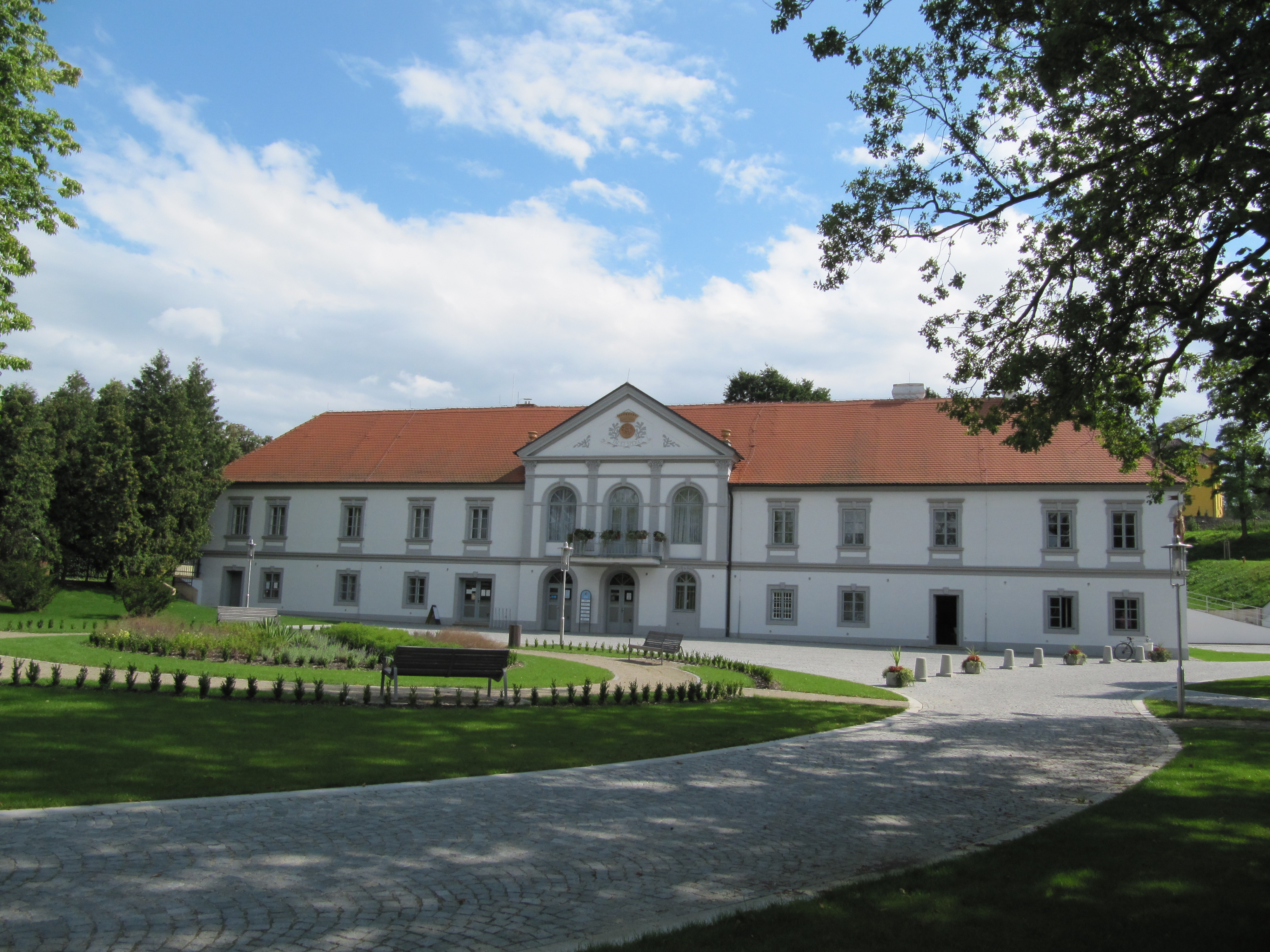
Schloss Bílovice

Bílovice (deutsch Bilowitz, früher Billowitz) ist eine Gemeinde in Tschechien. Sie liegt acht Kilometer nordöstlich von Uherské Hradiště und gehört zum Okres Uherské Hradiště.

## Geographie
Bílovice befindet sich in den nordwestlichen Ausläufern der Prakšická vrchovina am Rande des gleichnamigen Naturparks. Das Dorf liegt an der Einmündung des Baches Zlámanecký potok in die Březnice. Nördlich erhebt sich der Štěrky (233 m), im Südosten die Vrchovina (331 m) und die Rovná hora (350 m), südlich der Lovisko (349 m) sowie im Südwesten die Rovnina (336 m).
Nachbarorte sind Topolná im Norden, Březolupy, Mladé und Svárov im Nordosten, Dubovský Mlýn, Malá Strana und Nedachlebice im Osten, Pašovice, Prakšice und Lhotka im Südosten, Hradčovice, Veletiny und Popovice im Süden, Mistřice und Jarošov im Südwesten, Včelary im Westen sowie Babice und Spytihněv im Nordwesten.

## Geschichte
Archäologische Funde belegen eine frühzeitliche Besiedlung des Gemeindegebietes bis in die Jungsteinzeit. Das heutige Dorf wurde wahrscheinlich im 11. Jahrhundert gegründet. Die erste schriftliche Erwähnung des bischöflichen Lehns Belawiz erfolgte im Jahre 1256. Die Pfarre Belawiz wurde im selben Jahre eingerichtet, zu ihr gehörten die Dörfer Kněžpole, Mistřice, Topolná, Nedachlebice, Svárov, Javorovec und Zlámanec. Weitere Namensformen sind Belewiz (1274), Wielobitz (1298), Pilowitz (1372) und Bielowicz (1523). Nachdem es dem ungarischen König Matthias Corvinus während des Machtkampfes um die Böhmische Krone am 27. Juli 1469 in Veselí nad Moravou gelungen war, Viktorin von Podiebrad gefangen zu nehmen, zog dessen Bruder Heinrich d. Ä. mit einem Heer nach Mähren. Im Juli 1470 schlug Heinrich d. Ä. am Hrubý bor beim Neráz-Holz zwischen Bílovice und Mistřice die Ungarn und verfolgte sie bis Uherský Brod. Die Besitzer des Gutes wechselten häufig. Im Jahre 1512 wurde erstmals die Feste erwähnt, zu der eine Brauerei, ein Hopfengarten, ein Hof, eine Mahlmühle mit drei Mahlgängen, eine Ölmühle, ein Herrenhaus, ein Teich und das Gehölz "Neraz" gehörten. 1617 wurde das Dorf als Bilowicz, 1633 als Bilowitz und 1718 als Billowitz bezeichnet. Nachdem das Lehn nach dem Tode von Ignaz Kajetan Brevier 1809 an das Bistum heimgefallen war, erfolgte der Verkauf des Gutes an Ferdinand Graf von Laurencin-Beaufort. Dessen Erben verkauften Bílovice 1831 an Hugo I. Logothetti. 1846 wurde der Ort Bilowice genannt. Bis zur Mitte des 19. Jahrhunderts blieb Bilowice immer ein selbständiges Gut.
Ab 1850 bildete Bilowice / Bilowitz eine Gemeinde in der Bezirkshauptmannschaft Hradisch. 1854 lebte der Maler Josef Mánes als Gast auf Schloss Bílovice. 1861 erbten Zdenko und Wladimir Logothetti je zur Hälfte den väterlichen Besitz, später kaufte Wladimir Logothetti den Anteil seines Bruders auf. 1866 schleppten preußische Truppen die Cholera ein, dabei starben in Bílovice 28 Personen. Seit 1872 findet der heutige Ortsname Bílovice Verwendung. Ab 1892 war Hugo II. Logothetti Besitzer des Schlosses. Nach dessen Tode im Jahre 1918 übernahm 1920 seine Witwe Bedřiška mit den Kindern das Gut. Die bis zur ersten Bodenreform von 1920 zum Gut gehörigen 290 ha Land hatte die Familie Logothetti an die Zuckerfabrikanten Gebrüder May aus Staré Město verpachtet. Zudem gehörte zum Gut auch eine Ziegelei. Im Jahre 1961 wurde Včelary nach Bílovice eingemeindet.

## Gemeindegliederung
Die Gemeinde Bílovice besteht aus den Ortsteilen Bílovice (Bilowitz) und Včelary (Wceral, 1939–1945 Zeidelweid).

## Sehenswürdigkeiten
- Schloss Bílovice mit Park. Der ursprüngliche Renaissancebau entstand im 16. Jahrhundert aus einer im Zentrum des Ortes befindlichen alten Feste. Später erfolgten Umbauten im Stile des Spätbarock und schließlich unter Ferdinand von Laurencin-Beaufort im Empirestil. In der Mitte des 19. Jahrhunderts entstand der Schlosspark. Ab 1831 befand sich das Schloss im Besitz der Familie Logothetti, die 1945 enteignet wurde. Im Jahre 2006 wurde das dreiflügelige eingeschossige, Schloss  mit U-förmigem Grundriss instand gesetzt und 2010 der Park saniert.
- Kirche Geburt Johannes des Täufers, sie wurde 1336 im gotischen Stil errichtet. Ihre heutige Form erhielt sie 1680 durch den Anbau zweier Kapellen.
- Statuengruppe der hll. Johannes von Nepomuk, Wendelin und Antonius
- Gedenkkreuz an der Straße nach Topolná, die kunstvolle Bildhauerarbeit entstand in der zweiten Hälfte des 18. Jahrhunderts
- Grabstätte der Grafen Logothetti auf dem Friedhof, sie wurde im Jahre 2010 saniert
- Kreuzwegkapellen auf dem Friedhof, die Fresken schuf 1920 der Maler Jan Köhler
- Kapelle in Včelary
- Praplečka in Včelary, Figur eines "prähistorischen Rades", geschaffen 2004